# 陈守中 (南汉)
陈守中，五代十国南汉官员。
陈守中在南汉官至西御院使、集贤学士承旨、太中大夫行左谏议大夫、知太仆寺事、上柱国、赐紫金鱼袋。文章为当时词臣之冠。大宝七年（964年），升云门山证真寺为大觉禅寺，南汉后主劉鋹让他撰写碑记，他书写三千余言。后主命人把他的原文刻在石头上，厚加赏赐。